# 108 имён Шивы
В индуизме сахасранама Шивы — перечисление тысяч имён Шивы — является своего рода гимном этому божеству. Эти имена перечисляют разнообразные качества божества, его участие в связанной с ним мифологии. В тантрах, пуранах и Махабхарате приведены несколько списков тысяч имён Шивы.

## 108 имён Шивы стотра
| №   | Транслитерация на русский        | Деванагари         | IAST                              | Английский перевод                                         | Перевод на русский                                           |
| 1   | Ом Шивая Намаха                  | ॐ शिवाय नमः           | oṁ śivāya namaḥ                   | The Auspicious One                                         | Благой                                                       |
| 2   | Ом Махешварая Намаха             | ॐ महेश्वराय नमः        | oṁ maheśvarāya namaḥ              | The Supreme God                                            | Верховный владыка                                            |
| 3   | Ом Шамбхавэ Намаха               | ॐ शंभवे नमः           | oṁ śaṁbhave namaḥ                 | Exists only for our happiness                              | Осчастливливающий                                            |
| 4   | Ом Пинакинэ Намаха               | ॐ पिनाकिने नमः          | oṁ pinākine namaḥ                 | Guardian of Dharma                                         | Держащий лук                                                 |
| 5   | Ом Шашишекхарая Намаха           | ॐ शशिशेखराय नमः        | oṁ śaśiśekharāya namaḥ            | The One who wears the crescent moon in his hair            | Носящий полумесяц в волосах                                  |
| 6   | Ом Вамадэвая Намаха              | ॐ वामदेवाय नमः         | oṁ vāmadevāya namaḥ               | The Lord of Auspiciousness                                 | Противоречащий бог                                           |
| 7   | Ом Вирупакшая Намаха             | ॐ विरुपाक्षाय नमः        | oṁ virupākṣāya namaḥ              | The embodiment of spotless form                            | Безупречная форма                                            |
| 8   | Ом Капардинэ Намаха              | ॐ कपर्दिने नमः         | oṁ kapardine namaḥ                | The one with thickly matted hair                           | Косматый (с взлохмаченными волосами)                         |
| 9   | Ом Нилалохитая Намаха            | ॐ नीललोहिताय नमः        | oṁ nolalohitāya namaḥ             | Embodiment of the splendor of the sunrise                  | Воплощение великолепия восхода Солнца                        |
| 10  | Ом Шанкарая Намаха               | ॐ शंकराय नमः          | oṁ śaṁkarāya namaḥ                | The source of all prosperity                               | Процветание (дающий процветание)                             |
| 11  | Ом Шулапанае Намаха              | ॐ शूलपाणये            | oṁ śūlapāṇaye namaḥ               | The carrier of the trident                                 | Имеющий трезубец                                             |
| 12  | Ом Кхатвангинэ Намаха            | ॐ खट्वांगिने नमः         | oṁ khaṭvāṁgine namaḥ              | The carrier of the knurled club                            | Носящий на палке череп                                       |
| 13  | Ом Вишнуваллабхая Намаха         | ॐ विष्णुवल्लभाय नमः      | oṁ viṣṇuvallabhāya namaḥ          | The one to whom worships Vishnu                            | Тот, кому поклоняется Вишну                                  |
| 14  | Ом Шипивиштая Намаха             | ॐ शिपिविष्टाय नमः        | oṁ śipiviṣṭāya namaḥ              | The one who emits great rays of light                      | Пронизывающий лучами                                         |
| 15  | Ом Амбиканатхая Намаха           | ॐ अंबिकानाथाय नमः        | oṁ aṁbikānāthāya namaḥ            | The consort of Ambika                                      | Владыка Амбики                                               |
| 16  | Ом Шрикантхая Намаха             | ॐ श्रीकण्ठाय नमः        | oṁ śrīkaṇṭhāya namaḥ              | The one with a divine throat                               | Имеющий благостное горло                                     |
| 17  | Ом Бхактаватсалая Намаха         | ॐ भक्तवत्सलाय नमः      | oṁ bhaktavatsalāya namaḥ          | The one who cherishes the devotees like a newborn          | Любящий своих последователей как своих детей                 |
| 18  | Ом Бхавая Намаха                 | ॐ भवाय नमः           | oṁ bhavāya namaḥ                  | The one who is existence itself                            | Само сущее (Бытие)                                           |
| 19  | Ом Шарвая Намаха                 | ॐ शर्वाय नमः          | oṁ śarvāya namaḥ                  | The one who is capable of all things                       | Сокрушающий все цели                                         |
| 20  | Ом Трилокешая Намаха             | ॐ त्रिलोकेशाय नमः        | oṁ trilokeśāya namaḥ              | The Lord of the three worlds                               | Повелевающий тремя мирами                                    |
| 21  | Ом Шитикантхая Намаха            | ॐ शितिकण्ठाय नमः        | oṁ śitikaṇṭhāya namaḥ             | The one with the blue throat                               | С посиневшим горлом                                          |
| 22  | Ом Шиваприяя Намаха              | ॐ शिवा प्रियाय नमः       | oṁ śivā priyāya namaḥ             | Loved by Shakti                                            | Возлюбленный Шакти                                           |
| 23  | Ом Уграя Намаха                  | ॐ उग्राय नमः          | oṁ ugrāya namaḥ                   | The one who inspires awe                                   | Свирепый                                                     |
| 24  | Ом Капалинэ Намаха               | ॐ कपालिने नमः          | oṁ kapāline namaḥ                 | The one who carries a skull                                | Носящий черепа                                               |
| 25  | Ом Камарае Намаха                | ॐ कामारये नमः          | oṁ kāmāraye namaḥ                 | The one who satiates all desire                            | Тот, кто удовлетворяет все желания                           |
| 26  | Ом Андакасурасуданая Намаха      | ॐ अन्धकासुरसृदनाय नमः    | om andhakāsurasṛdanāya namaḥ      | The one who offered all to the asura Andhaka               | Убивший асура Андхаку                                        |
| 27  | Ом Гангадхарая Намаха            | ॐ गंगाधराय नमः         | om gaṁgādharāya namaḥ             | The one who holds the flow of Ganga in his hair            | Держащий Гангу                                               |
| 28  | Ом Лалатакшая Намаха             | ॐ ललाटाक्षाय नमः        | om lalāṭākṣāya namaḥ              | The one who enjoys creation                                | Тот, кто наслаждается творением                              |
| 29  | Ом Калакалая Намаха              | ॐ कालकालाय नमः         | om kālakālāya namaḥ               | The one who appears as infinity to infinity itself         | Время времён                                                 |
| 30  | Ом Крипанидхае Намаха            | ॐ कृपानिधये नमः         | om kṛpānidhaye namaḥ              | The one who sheds grace on all                             | Льющий благо                                                 |
| 31  | Ом Бхимая Намаха                 | ॐ भीमाय नमः           | om bhīmāya namaḥ                  | The one with awe inspiring strength                        | Ужасающий                                                    |
| 32  | Ом Парашухастая Намаха           | ॐ परशुहस्ताय नमः       | om paraśuhastāya namaḥ            | The one who wields the axe                                 | Орудующий топором                                            |
| 33  | Ом Мригапанае Намаха             | ॐ मृगपाणये नमः         | om mṛgapāṇaye namaḥ               | The one who protects the solitary soul                     | Ведущий животных                                             |
| 34  | Ом Джатадхарая Намаха            | ॐ जटधराय नमः         | om jaṭadharāya namaḥ              | The one who wears a mass of matted hair                    | Носящий спутанные волосы                                     |
| 35  | Ом Кайласавасинэ Намаха          | ॐ कैलाशवासिने नमः        | om kailāśavāsine namaḥ            | The one who abides in Kailash                              | Обитающий на горе Кайлас                                     |
| 36  | Ом Кавачинэ Намаха               | ॐ कवचिने नमः          | om kavacine namaḥ                 | The one who is dressed in armor                            | Бронированный                                                |
| 37  | Ом Каторая Намаха                | ॐ कटोराय नमः          | om kaṭorāya namaḥ                 | The one who causes all growth                              | Наполняющий                                                  |
| 38  | Ом Трипурантакая Намаха          | ॐ त्रिपुरान्तकाय नमः      | om tripurāntakāya namaḥ           | The destroyer of the three obstacles                       | Разрушитель Трипуры (городов демонов).                       |
| 39  | Ом Вришанкая Намаха              | ॐ वृषांकाय नमः          | om vṛṣāṁkāya namaḥ                | The one whose emblem is a bull                             | Имеющий знак быка                                            |
| 40  | Ом Вришабхарудхая Намаха         | ॐ वृष्भारूढाय नमः        | om vṛṣbhārūḍhāya namaḥ            | The one who rides a bull                                   | Сидящий на быке                                              |
| 41  | Ом Бхасмоддулита Виграхая Намаха | ॐ भस्मोद्धूलित विग्रहाय नमः | om bhasmoddhūlita vigrahāya namaḥ | The one who is covered with ashes                          | Посыпавший тело пеплом                                       |
| 42  | Ом Самаприяя Намаха              | ॐ समप्रियाय नमः        | om samapriyāya namaḥ              | The one who is fond of his renunciation                    | Относящийся ко всем одинаково дружественно как к самому себе |
| 43  | Ом Сварамаяя Намаха              | ॐ स्वरमयाय नमः        | om svaramayāya namaḥ              | The one who creates through sound                          | Звук пронизывающей сущее                                     |
| 44  | Ом Тримуртае Намаха              | ॐ त्रयीमूर्तय नमः       | om trayīmūrtaya namaḥ             | The one who is worshiped in his three forms                | Трёхформенный                                                |
| 45  | Ом Анишварая Намаха              | ॐ अनीश्वराय नमः        | om anīśvarāya namaḥ               | The one who has no superior                                | Настоящий владыка                                            |
| 46  | Ом Сарваджняя Намаха             | ॐ सर्वज्ञाय नमः        | om sarvajсāya namaḥ               | The knower of all things                                   | Всезнающий                                                   |
| 47  | Ом Параматманэ Намаха            | ॐ परमत्मने नमः        | om paramatmane namaḥ              | The one who is the supreme self                            | Сверхдуша                                                    |
| 48  | Ом Сомасурьягнилочаная Намаха    | ॐ सोमसूर्याग्निलोचनाय नमः   | om somasūryāgnilocanāya namaḥ     | The light of Moon (Soma), the Sun (Surya), and Fire (Agni) | Лунный, солнечный, огненный взгляд                           |
| 49  | Ом Хавишэ Намаха                 | ॐ हविषे नमः           | om haviṣe namaḥ                   | The one honored with oblations of ghee                     | Принимающий жертвоприношение                                 |
| 50  | Ом Ягнамаяя Намаха               | ॐ यज्ञमयाय नमः        | om yajñamayāya namaḥ              | The architect of sacrificial rites                         | Содержащий в себе жертву                                     |
| 51  | Ом Сомая Намаха                  | ॐ सोमाय नमः           | om somāya namaḥ                   | The flow of divine nectar                                  | Нектар сомы                                                  |
| 52  | Ом Панчавактрая Намаха           | ॐ पंचवक्त्राय नमः       | om paṁcavaktrāya namaḥ            | The One involved in the five activities                    | Пятиликий                                                    |
| 53  | Ом Садашивая Намаха              | ॐ सदाशिवाय नमः         | om sadāśivāya namaḥ               | The eternal Shiva                                          | Вечный Шива                                                  |
| 54  | Ом Вишвэшварая Намаха            | ॐ विश्वेश्वराय नमः       | om viśveśvarāya namaḥ             | The all-pervading ruler of the universe                    | Вселенский правитель                                         |
| 55  | Ом Вирабхадрая Намаха            | ॐ वीरभद्राय नमः        | om vīrabhadrāya namaḥ             | The most courageous of heroes                              | Великий герой                                                |
| 56  | Ом Гананатхая Намаха             | ॐ गणनाथाय नमः         | om gaṇanāthāya namaḥ              | The Lord of the devotees (Ganas)                           | Повелитель Ганов                                             |
| 57  | Ом Праджапатае Намаха            | ॐ प्रजापतये नमः        | om prajāpataye namaḥ              | The creator of all living (breathing) beings               | Творец                                                       |
| 58  | Ом Хираньярэтасэ Намаха          | ॐ हिरण्यरेतसे नमः       | om hiraṇyaretase namaḥ            | The One with the golden emanation of the soul              | Золотое семя                                                 |
| 59  | Ом Дурдхаршая Намаха             | ॐ दुर्धर्षाय नमः        | om durdharṣāya namaḥ              | The One who is unconquerable                               | Непобедимый, неприступный, надменный                         |
| 60  | Ом ГирИшая Намаха                | ॐ गिरीशाय नमः          | om girīśāya namaḥ                 | The queen of mount Kailash                                 | Повелитель гор                                               |
| 61  | Ом ГиришАя Намаха                | ॐ गिरिशाय नमः          | om giriśāya namaḥ                 | The King of mount Kailash                                  | Обитатель гор                                                |
| 62  | Ом Анадхая Намаха                | ॐ अनधाय नमः          | om anadhāya namaḥ                 | The one who inspires fearlessness                          | Вдохновляющий бесстрашие                                     |
| 63  | Ом Бхуджангабхушаная Намаха      | ॐ भुजंगभूषणाय नमः       | om bhujaṁgabhūṣaṇāya namaḥ        | The one adorned with golden snakes                         | Украшенный змеями                                            |
| 64  | Ом Бхаргая Намаха                | ॐ भर्गाय नमः          | om bhargāya namaḥ                 | The foremost of saints                                     | Сияющий                                                      |
| 65  | Ом Гиридханванэ Намаха           | ॐ गिरिधन्वने नमः        | om giridhanvane namaḥ             | The one who hurls the mountain as a weapon                 | Использующий гору как лук                                    |
| 66  | Ом Гириприяя Намаха              | ॐ गिरिप्रियाय नमः        | om giripriyāya namaḥ              | The One who is loved by the mountains                      | Возлюбленный гор                                             |
| 67  | Ом Криттивасасэ Намаха           | ॐ कृत्तवाससे नमः        | om kṛttavāsase namaḥ              | The One wearing hides                                      | Одетый в шкуру                                               |
| 68  | Ом Пураратае Намаха              | ॐ पुरारातये नमः         | om purārātaye namaḥ               | The one who is at home in the wilderness                   | Защищающий как крепость                                      |
| 69  | Ом Бхагаватэ Намаха              | ॐ भगवते नमः          | om bhagavate namaḥ                | The One with all the qualities of God                      | Благодатель                                                  |
| 70  | Ом Праматадипая Намаха           | ॐ प्रमथाधिपाय नमः       | om pramathādhipāya namaḥ          | The One who is served by the ghosts                        | Повелитель злых духов                                        |
| 71  | Ом Мритьюнджаяя Намаха           | ॐ मृत्युंजयाय नमः        | om mṛtyuṁjayāya namaḥ             | The One who has overcome death                             | Победитель смерти                                            |
| 72  | Ом Сукшматанавэ Намаха           | ॐ सूक्ष्मतनवे नमः       | om sūkṣmatanave namaḥ             | The One who is more subtle than subtle                     | Тончайший                                                    |
| 73  | Ом Джагадвапинэ Намаха           | ॐ जगद्व्यापिने नमः       | om jagadvyāpine namaḥ             | The One who illuminates the world                          | Управляющий вселенной                                        |
| 74  | Ом Джагадгуравэ Намаха           | ॐ जगद्गुरुवे नमः        | om jagadguruve namaḥ              | The Teacher of the world                                   | Вселенский гуру                                              |
| 75  | Ом Вьёмакешая Намаха             | ॐ व्योमकेशाय नमः        | om vyomakeśāya namaḥ              | The One whose hair is like the sky                         | С волосами как небо                                          |
| 76  | Ом Махасенаджанакая Намаха       | ॐ महासेनजनकाय नमः      | om mahāsenajanakāya namaḥ         | The Father of the warrior Skanda (Mahasena)                | Отец Махасены                                                |
| 77  | Ом Чарувикрамая Намаха           | ॐ चारुविक्रमाय नमः       | om cāruvikramāya namaḥ            | The guardian of all wandering pilgrims                     | Источающий красоту                                           |
| 78  | Ом Рудрая Намаха                 | ॐ रुद्राय नमः          | om rudrāya namaḥ                  | The most ferocious                                         | Ревущий Рудра                                                |
| 79  | Ом Бхутапатае Намаха             | ॐ भूतपतये नमः         | om bhūtapataye namaḥ              | The source of all creation                                 | Повелитель призраков                                         |
| 80  | Ом Стханавэ Намаха               | ॐ स्थाणवे नमः          | om sthāṇave namaḥ                 | The One who is perfectly still                             | Укоренившийся                                                |
| 81  | Ом Ахирбудньяя Намаха            | ॐ अहयेबुध्न्याय नमः      | om ahayebudhnyāya namaḥ           | The one who waits for the sleeping Kundalini               | Стоящий на змеях                                             |
| 82  | Ом Дигамбарая Намаха             | ॐ दिगंबराय नमः         | om digaṁbarāya namaḥ              | The One who appears as the sky                             | Одетый в небо (Обнажённый)                                   |
| 83  | Ом Аштамуртае Намаха             | ॐ अष्टमूर्तये नमः       | om aṣṭamūrtaye namaḥ              | The One with eight forms                                   | Восьмиформенный                                              |
| 84  | Ом Анекатманэ Намаха             | ॐ अनेकात्मने नमः        | om anekātmane namaḥ               | The One at the core of the soul                            | Находящийся во всех душах                                    |
| 85  | Ом Саттвикая Намаха              | ॐ सात्विकाय नमः         | om sāttvikāya namaḥ               | The one with boundless energy                              | Праведный                                                    |
| 86  | Ом Шуддхавиграхая Намаха         | ॐ शुद्धविग्रहाय नमः      | om śuddhavigrahāya namaḥ          | The One free from all doubt and dissention                 | Чистейший                                                    |
| 87  | Ом Шашватая Намаха               | ॐ शाश्वताय नमः         | om śāśvatāya namaḥ                | The One who is infinite and eternal                        | Постоянный и неизменный                                      |
| 88  | Ом Кхандапарашавэ Намаха         | ॐ खण्डपरशवे नमः       | om khaṇḍaparaśave namaḥ           | The One who cuts through all despair                       | Разрубающий                                                  |
| 89  | Ом Аджая Намаха                  | ॐ अज्ञाय नमः          | om ajсāya namaḥ                   | The cause of everything                                    | Слушающий                                                    |
| 90  | Ом Пашавимочакая Намаха          | ॐ पाशविमोचकाय नमः       | om pāśavimocakāya namaḥ           | The One who releases all fetters                           | Избавляющий от оков                                          |
| 91  | Ом Мридая Намаха                 | ॐ मृडाय नमः           | om mṛḍāya namaḥ                   | The most merciful One                                      | Осчастливливающий                                            |
| 92  | Ом Пашупатае Намаха              | ॐ पशुपतये नमः         | om paśupataye namaḥ               | The Lord of all beings                                     | Повелитель животных                                          |
| 93  | Ом Дэвая Намаха                  | ॐ देवाय नमः           | om devāya namaḥ                   | The Divine One                                             | Божественный                                                 |
| 94  | Ом Махадэвая Намаха              | ॐ महादेवाय नमः         | om mahādevāya namaḥ               | The Supreme Lord                                           | Сверхбожественный                                            |
| 95  | Ом АвьяйАя Намаха                | ॐ अव्ययाय नमः         | om avyayāya namaḥ                 | The Unchanging One                                         | Неиссякающий                                                 |
| 96  | Ом ХараЕ Намаха                  | ॐ हरये नमः           | om haraye namaḥ                   | The dissolver of all bondages                              | Хара                                                         |
| 97  | Ом Бхаганетрабхиде Намаха        | ॐ भगनेत्रभिदे नमः       | om bhaganetrabhide namaḥ          | The punisher of Pushan                                     | Уничтожитель бхагов                                          |
| 98  | Ом Авьяктая Намаха               | ॐ अव्यक्ताय नमः        | om avyaktāya namaḥ                | The One who is steady and unwavering                       | Невидимый                                                    |
| 99  | Ом Дакшадхварахарая Намаха       | ॐ दक्षध्वरहराय नमः     | om dakṣadhvaraharāya namaḥ        | The One who destroyed the sacrifice of Daksha              | Уничтоживший жертвоприношение Дакши                          |
| 100 | Ом ХарАя Намаха                  | ॐ हराय नमः           | om harāya namaḥ                   | The One who withdraws the cosmos                           | Разрушающий                                                  |
| 101 | Ом Пушантабхидэ Намаха           | ॐ पूषदन्तभिदे नमः       | om pūṣadantabhide namaḥ           | The One who teaches clear seeing                           | Взращивающий                                                 |
| 102 | Ом Авъяграя Намаха               | ॐ अव्यग्राय नमः        | om avyagrāya namaḥ                | The One who is most subtle and unseen                      | Спокойный                                                    |
| 103 | Ом Сахасракшая Намаха            | ॐ सहस्राक्षाय नमः       | om sahasrākṣāya namaḥ             | The One of limitless (1000) forms                          | Тысячеглазый (Имеющий тысячу осей)                           |
| 104 | Ом Сахасрападэ Намаха            | ॐ सहस्रपदे नमः        | om sahasrapade namaḥ              | The One who is present everywhere                          | Тысяченогий                                                  |
| 105 | Ом Апаваргапрадая Намаха         | ॐ अपवर्गप्रदाय नमः     | om apavargapradāya namaḥ          | The One who gives and takes all things                     | Дающий и берущий                                             |
| 106 | Ом Анантая Намаха                | ॐ अनन्ताय नमः         | om anantāya namaḥ                 | The One without end                                        | Бесконечный                                                  |
| 107 | Ом Таракая Намаха                | ॐ तारकाय नमः          | om tārakāya namaḥ                 | The One who bridges humanity to God                        | Освобождающий                                                |
| 108 | Ом Парамешварая Намаха           | ॐ परमेश्वराय नमः       | om parameśvarāya namaḥ            | The Supreme God Of Love                                    | Сверхвладыка                                                 |

## Другие имена Шивы
Ниже приведены некоторые из имён Шивы с приблизительным переводом.
1. Ашутош (Asutos) — исполняющий желания
2. Аджа (Aja) — нерождённый
3. Акшайагуна (Aksayaguna) — Господь с бесконечными качествами
4. Анагха (санскр. अनघ, IAST: anagha) — безгрешный
5. Анантадришти — (санскр. अनन्तदृष्टि, IAST: anantadṛṣṭi) — с бесконечным видением
6. Аугадх (Augadh) — вечнорадующийся
7. Авувапрабху (Avyayaprabhu) — непреходящий
8. Бхайрава (Bhairav) — грозный
9. Бхаланетра (Bhalanetra) — с третьим глазом
10. Боленат (Bholenath) — добросердечный
11. Вбхитешвара (Bhbitesvara) — Господь духов — добрых и злых
12. Бхудева (Bhudeva) — Господь Земли
13. Бхутапала (Bhutapala) — защитник духов
14. Чандрапал (Chandrapal) — повелитель Луны
15. Чандрапракас (Chandraprakas) — увенчанный Луной
16. Даялу (Dayalu) — сострадательный
17. Девадева (Devadeva) — Бог богов
18. ДханАдипа (dhanAdhipa) — Господь богатства (Излучающий Богатства)
19. Дхьйанадип (Dhyanadeep) — изображение для медитации
20. Дхутидхара (Dhyutidhara) — лучезарный Господь
21. Дигамбара (Digambara) — аскет
22. Дурджаноя(Durjanoya) — труднопознаваемый
23. Дурджья (Durjaya) — непреодолённый
24. Гангадхара (Gangadhara) — Господь реки Ганга
25. Гириджапати (Girijapati) — супруг Гириджи
26. Гунаграхин (Gunagrahin) — принимающий гуны
27. Гурудева (Gurudeva) — высший повелитель
28. Нага — устраняющий грехи
29. Джагадиша (Jagadisa) — повелитель Вселенной
30. Джарадхисамана (Jaradhisamana) — облегчающий страдания
31. Джатин (Jatin) — со спутанными волосами
32. Кайлас (Kailas) — непоколебимый как гора
33. Кайласшадхипати (Kailasadhipati) Господь горы Кайлас
34. Кайласнатх (Kailasnath) — повелитель горы Кайлас
35. Камалакшана (Kamalaksana) — лотосоокий
36. КаНТХа (Kantha) — лучезарный
37. Капалин (Kapalin) — с (ожерельем из) черепов
38. Кхатвангин (Khatvangin) — держащий кхатвангу
39. Кундалин (Kundalin) — с серьгами
40. Лалатакша (Lalataksa) — с третьим глазом
41. Лингадхьякша (Lingadhyaksa) — Повелитель лингамов
42. Лингараджа (Lingaraja) — Господин лингамов
43. Локанкара (Lokankara) — создатель трёх миров
44. Локапала (Lokapal) — заботящийся о мире
45. Маха-буддхи (Mahabuddhi) — обладающий высшим разумом
46. Махадева (Mahadeva) — великий Господь
47. Махакала (Mahakala) — великое Время
48. Махамайя (Mahamaya) — великая иллюзия
49. Махамритинджья (Mahamrityunjaya) — победитель смерти
50. Маханидхи (Mahanidhi) — великая кладезь
51. Махасактимая (Mahasaktimaya) — с неограниченной энергией
52. Махайога (Mahayogi) — величайший из йогов
53. Махеша (Mahesa) — высший Господь
54. Махешвара (Mahesvara) — Великий Владыка
55. Нагабхусана (Nagabhusana) — украшенный змеями
56. Натараджа (Nataraja) — царь танцев
57. НилаКаНТХа (Nilakantha) — с синей шеей
58. Нитьясандра (Nityasundara) — вечно прекрасный
59. Нитьяприя (Nrityapriya) — любитель танцев
60. Омкара (Omkara) — создатель священного слога Ом
61. Паланшер (Palanher) — защитник
62. Парамешвара (Paramesvara) — первый среди богов
63. Парамджьёти (Paramjyoti) — величие
64. Пашупати (Pasupati) — Господь всех живых существ
65. Пинакин (Pinakin) — с луком в руке
66. Пранава (Pranava) — практик праны
67. Приябхакта (Priyabhakta) — возлюбленный преданных
68. Приядаршана (Priyadarsana) — прекрасноокий
69. Пушкара (Puskara) — насытитель
70. Пушпалочана (Puspalochana) — с глазами, подобными цветам
71. Равилочана (Ravilochana) — солнцеокий
72. Рудра (Rudra) — ревущий, грозный, повелитель бури
73. Рудракша (Rudraksa) — с глазами, как у Рудры
74. Садашива (Sadasiva) — вечный Шива
75. Санатана (Sanatana) — вечность
76. Сарвачарья (Sarvacharya) — всеобщий наставник
77. Сарвашива (Sarvasiva) — чистейший Шива
78. Сарватапана (Sarvatapana) — сжигающий
79. Сарвайони (Sarvayoni) — источник всего сущего
80. Сарвешвара (Sarvesvara) — источник всех богов
81. Шамбху (Sambhu) — дарующий процветание
82. Шанккара (Sankara) — дарующий счастье
83. Шива (Siva) — Благой, Чистый
84. Шбилин (Sbilin) — с трезубцем
85. ШриКаНТХа (Srikantha) — с прекрасной шеей
86. Шрутипракаса (Srutiprakasa) — освещающий Веды
87. Суддхавиграха (Suddhavigraha) — чистотелый
88. Сканда-гуру (Skandaguru) — наставник Сканды
89. Сомишвара (Somesvara) — бог сомы
90. Сукханда (Sukhada) — дарующий счастье
91. Суприта (Suprita) — радостный
92. Сурагана (Suragana) — которому служат небожители
93. Суришвара (Suresvara) — бог среди Суров
94. Шваямбху (Svayambhu) — самопроявленный
95. Теджашвани (Tejasvani) — лучезарный
96. Трилочана (Trilochana) — трёхглазый Господь
97. Трилокпати (Trilokpati) — повелитель трёх миров или Трилоки
98. Трипурари (Tripurari) — враг Трипуры
99. Тришбилин (Trisbilin) — держащий трезубец
100. Ума-пати (Umapati) — владыка Умы
101. Вачаш-пати (Vachaspati) — владыка речи
102. Ваджраджапати (Vajrahasta) — громовержец
103. Вараджа (Варада) — дарующий милости
104. Ведакарта (Vedakarta) — создатель Вед
105. Ворабхадра (Vorabhadra) — бог нижнего мира
106. Вишалакша (Visalaksa) — Господь с широко раскрытыми глазами
107. Вишвешвара (Visvesvara) — Господь вселенной
108. Вришавахана (Vrisavahana) — ездящий на быке